# Neisseria gonorrhoeae
Espèce
Neisseria gonorrhoeae, également appelé gonocoque, est la bactérie gram négative responsable chez l'humain de la gonococcie (ou gonorrhée, ou encore blennorragie).

## Historique
La bactérie Neisseria gonorrhoeae a été observée pour la première fois sous le microscope du scientifique allemand Albert Neisser en 1879.

## Pathogénicité
Ce germe exclusivement humain est l'agent de la blennorragie. C'était, il y a quelques années[Quand ?], la plus fréquente des maladies vénériennes. Chlamydia trachomatis est aujourd'hui l'agent pathogène le plus fréquemment mis en évidence dans les  infections sexuellement transmissibles (IST).
La très grande fragilité de ce germe vis-à-vis de la dessiccation, de l'oxydation et des rayons lumineux explique la transmission sexuelle exclusive par contact direct des muqueuses.
Chez l'homme, après une incubation de 3 à 5 jours, apparaît une urétrite aiguë, accompagnée d'un écoulement urétral purulent (« chaude-pisse »). En l'absence de traitement, l’urétrite devient chronique et peut se compliquer de prostatite, d'épididymite.
Chez la femme, l'infection est beaucoup plus discrète (75 % des cas passent inaperçus) : urétrite, vulvo-vaginite, cervicite, parfois rectite. Les complications possibles sont la bartholinite, pelvipéritonite, l'endométrite et la salpingite,  susceptibles de conduire à la stérilité. La salpingite et l'endométrite sont favorisées par la multiplicité des partenaires sexuels (notamment rapports non protégés) ainsi que toute manœuvre endo-utérine (dont la pose de DIU / stérilet). Contrairement à ce qui a été précédemment diffusé, le port d'un stérilet en lui-même n'est pas associé à une fréquence plus élevée d'infection génitale haute (endométrite, salpingite).
Environ 1 % des infections peuvent se compliquer d'une bactériémie dont la localisation secondaire la plus fréquente est l'arthrite (mono-arthrite).
Le nouveau-né peut se contaminer lors de l'accouchement lors du passage de la filière génitale. Une grave conjonctivite purulente bilatérale peut survenir entre le premier et le cinquième jour : l'atteinte ophtalmique entraîne rapidement des ulcérations de la cornée pouvant mener à la cécité.

## Contamination
La contamination a lieu le plus fréquemment par un rapport sexuel non protégé avec un sujet contaminé. L'atteinte oculaire est fréquente par auto-contamination (via des mains souillées).

## Propriétés bactériologiques
Les caractéristiques sont identiques à celles du méningocoque, sauf :
a. Absence d'acidification du maltose.
b. Antigènes différents (il n'existe pas de typage sérologique des gonocoques).

## Méthodes de diagnostic

### Examen microscopique
L'examen permet généralement le diagnostic au stade aigu chez l'homme : l'examen de la « goutte matinale » prélevée avant miction révèle la présence des diplocoques en « grain de café », intracellulaires. Il faut les rechercher longtemps : au milieu d'une majorité de polynucléaires vides, quelques-uns seulement contiennent des gonocoques, souvent en grand nombre. Les formes extracellulaires ne donnent pas de certitude, vu l'existence de Neisseria non pathogènes. Lorsque le cas devient chronique, le gonocoque se raréfie et l'urètre est envahi de germes divers : la culture devient nécessaire. Chez la femme, la valeur de l'examen microscopique dépend de la méthode de prélèvement. Plusieurs lames doivent être préparées : à partir du méat urinaire, des sécrétions des glandes de Bartholin, de l'entrée du col de l'utérus. Malgré ces précautions, la culture est préférable.

### Culture
Le germe étant très fragile, le prélèvement doit être ensemencé immédiatement. Il se cultive en milieu enrichi (gélose au sang cuit enrichi en facteurs vitaminiques) sous une atmosphère contenant 5 % à 10 % de CO2 à 37 °C.

### Spectroscopie de masse
Examen très rapide de plus en plus utilisé dans les milieux hospitaliers.

## Identification bactériologique

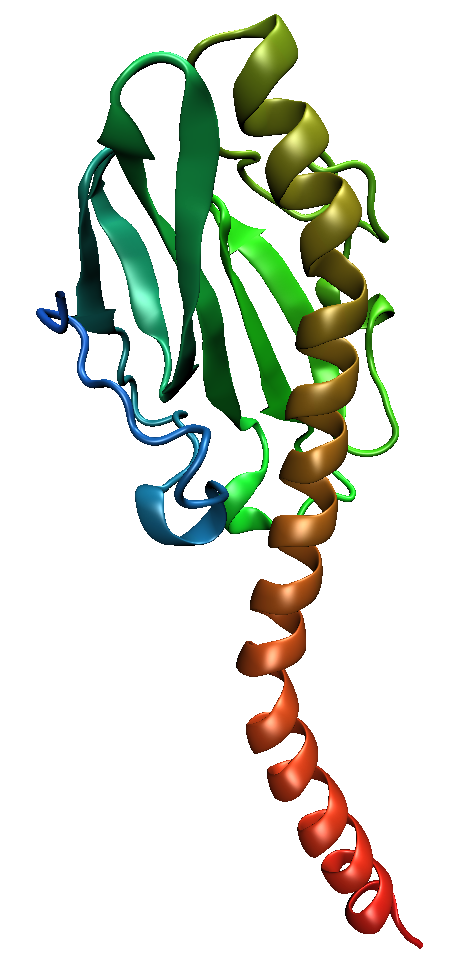
Structure d'une Piline de Neisseria gonorrhoeae, responsable de la formation de pili,excroissances impliquées dans la pathogénicité de cette bactérie.

La réalisation d'un antibiogramme est systématique, à la recherche d'une souche résistante aux pénicillines par production de bêta-lactamases (cette résistance est de plus en plus fréquente, en particulier dans les pays développés).

### Examen direct
- La mise en évidence de diplocoques intracellulaires, capsulés et immobiles, Gram négatif permet de poser un diagnostic.
- La présence de diplocoques Gram négatif à l’intérieur des polynucléaires a une forte valeur prédictive; leur présence extracellulaire n'a aucune valeur, et une confirmation par culture s’impose.
- Cette méthode d'examen direct dépend de l'origine du prélèvement : la coloration de Gram d’échantillons d’écoulement urétral prélevés chez des adolescents et des hommes adultes a un degré de sensibilité et de spécificité supérieur à 95 % ; les prélèvements endocervicaux chez les femmes adultes ont une sensibilité de 45 % à 65 % et une spécificité de plus de 90 %.
- Dans tous les autres cas, il faut faire une culture.

### Examen indirect
Il n’existe pas de tests sérologiques.
Pas d'immunité protectrice : réinfections possibles, aucun vaccin.

### Culture
- La recherche de Neisseira gonorrhoeae par culture est la méthode de choix car elle permet d'établir un antibiogramme.
- Le succès de la culture dépend de la qualité du prélèvement et des conditions de transport des échantillons. Le gonocoque étant un germe fragile, les milieux de culture doivent être rapidement ensemencés.

### Autres techniques
- Les méthodes sans culture telles que les tests d’amplification des acides nucléiques (PCR) et les épreuves immuno-enzymatiques ne sont recommandées que lorsqu’une culture satisfaisante ne peut être effectuée en raison des retards dans le transport des échantillons.

## Immunité
La blennorragie naturelle n'induisant guère d'immunité, il paraît peu probable qu'une vaccination préventive puisse être efficace.
La lutte contre le gonocoque est dès lors essentiellement basée sur le dépistage et le traitement. Chaque fois que l'on diagnostique un nouveau cas, il est nécessaire d'examiner tous les contacts sexuels qui ont eu lieu dans les dix jours précédents et de traiter les partenaires (si possible en même temps pour éviter les réinfections). Les patients doivent naturellement s'abstenir de relations sexuelles jusqu'à guérison contrôlée.
Une étude néo-zélandaise publiée en 2017 a montré l'efficacité d'un vaccin contre le méningocoque B, apparenté au gonocoque, dans la lutte contre celui-ci, avec une réduction d'environ 30 % du risque de contracter une gonorrhée par rapport au groupe témoin.

## Traitement

### Infections génito-urinaires
Les sensibilités évoluent rapidement, avec des résistances importantes aux pénicillines, aux fluoroquinolones (environ 40 % en France).
Les dernières recommandations concernant les urétrites et les cervicites, ont été émises par l'AFSSAPS (actuelle ANSM) en 2008 et préconisent les traitements suivants :
- En première intention :
  - Ceftriaxone (500 mg monodose en injection intramusculaire ou intraveineuse);
  - Céfixime (400 mg monodose per os) en cas de refus de l'injection, à éviter en raison d'une mauvaise diffusion pharyngée pouvant aussi être le siège d'un portage du gonocoque.
- En cas d'allergie aux bêta-lactamines :
  - Spectinomycine (2 grammes monodose en injection intramusculaire).

Un traitement par azithromycine monodose ou par doxycycline ciblant Chlamydia trachomatis est systématiquement prescrit, la co-infection étant fréquente.
Comme toutes les IST, le dépistage et le traitement du ou des partenaires est indispensable.

## Dans la littérature
Henri Michaux parle du gonocoque et de ses conséquences dans « Les petits soucis de chacun », treizième texte du recueil La nuit remue (1935) : « (…) même le damné gonocoque qui fait tellement pour compliquer les relations entre hommes et femmes, pris de désespoir abandonne, forcé, sa dure vie. »